# Myrsine gilliana
Myrsine gilliana är en viveväxtart som beskrevs av Otto Wilhelm Sonder. Myrsine gilliana ingår i släktet Myrsine och familjen viveväxter. Inga underarter finns listade i Catalogue of Life.